# پونتسانو مونفراتو
پونتسانو مونفراتو (به ایتالیایی: Ponzano Monferrato) یک کومونه در ایتالیا است که در استان آلساندریا واقع شده‌است.

## خصوصیات
پونتسانو مونفراتو ۱۱٫۶ کیلومترمربع مساحت و ۴۰۵ نفر جمعیت دارد و ۳۸۵ متر بالاتر از سطح دریا واقع شده‌است.